# Кольмаркт
Кольмаркт (нем. Kohlmarkt — «угольный рынок») — торговая улица в центре Вены. Соединяет Михаэлерплац с Грабеном. Считается самой дорогой торговой улицей австрийской столицы. Здесь расположены ювелирные магазины и бутики известных международных марок модной одежды.
История Кольмаркта начинается ещё во времена, когда на месте Вены располагался лагерь римских легионеров Виндобона, на пересечении нынешних Грабена, Кольмаркта и Наглергассе до 455 года стояли древнеримские ворота. В первой половине XIV века на этом месте шла торговля древесным углем. После возведения Хофбурга на Кольмаркте, оказавшемся в непосредственной близости от императорской резиденции, обосновались производители высококачественных товаров и предметов роскоши. До настоящего времени на Кольмаркте в доме 14 располагается знаменитая венская кондитерская «Демель», когда-то поставщик императорского двора. В доме 11 по Кольмаркту в 1750 году проживал Йозеф Гайдн, написавший здесь свои первые произведения, а также либреттист и драматург Пьетро Метастазио.